# Gmina Lewin Kłodzki
Die Gmina Lewin Kłodzki [ˈlɛvʲin ˈkwɔʦci] ist eine Landgemeinde im Powiat Kłodzki der Woiwodschaft Niederschlesien in Polen. Ihr Sitz ist das gleichnamige Dorf (deutsch: Lewin) mit etwa 900 Einwohnern.
Die Gemeinde ist mit etwa 1950 Einwohnern eine der kleinsten des Landes.

## Geographie

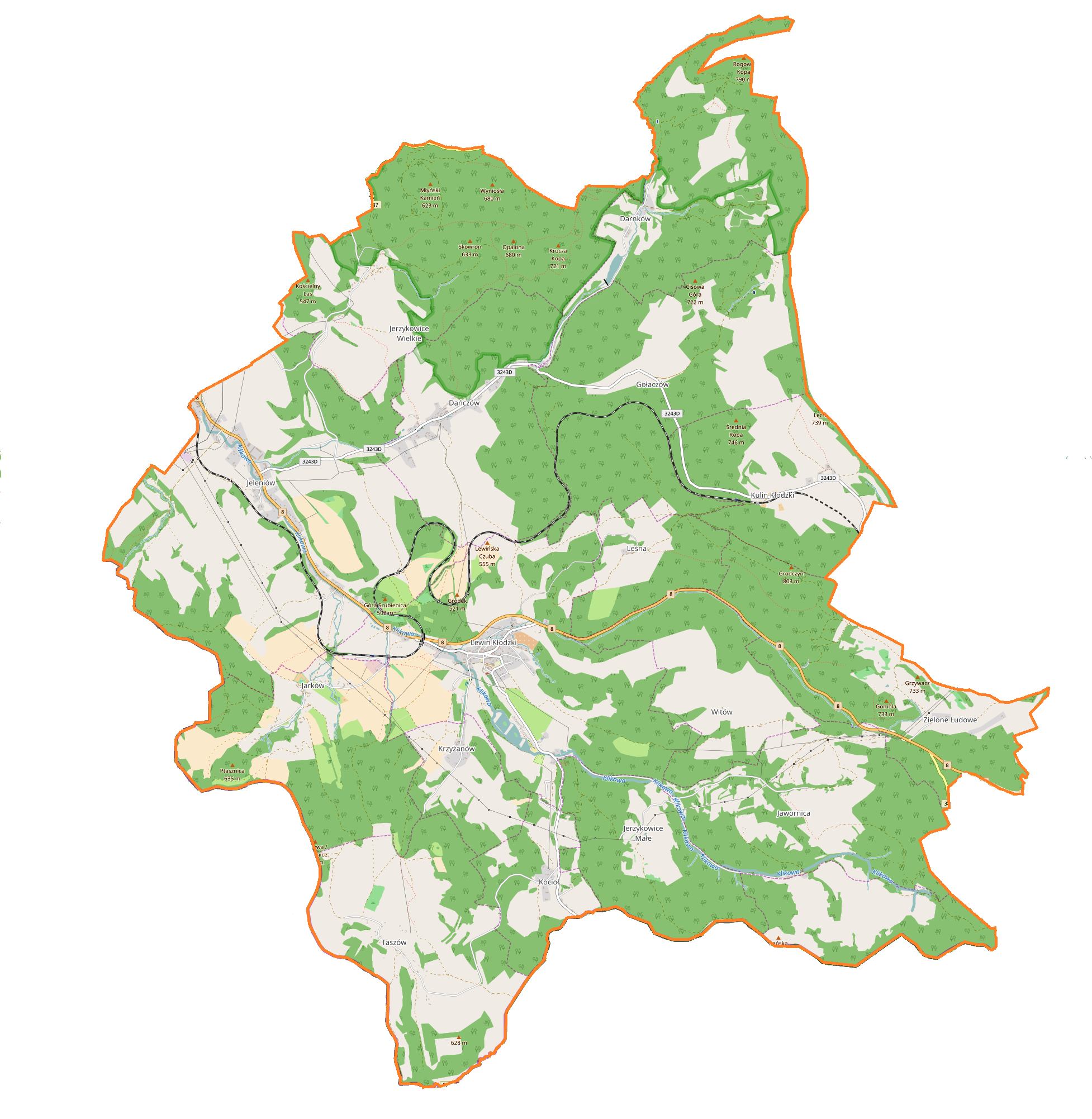
Karte der Gemeinde

Die Gemeinde liegt im Süden der Woiwodschaft und grenzt im Westen und Süden an Tschechien. Auch im Norden ist die Grenze nur wenige Kilometer entfernt. Die Kreisstadt Kłodzko (Glatz) liegt 25 Kilometer östlich, Breslau etwa 80 Kilometer nordöstlich. Nachbargemeinden sind Kudowa-Zdrój im Norden, Szczytna im Osten und Duszniki-Zdrój.
Die Gemeinde hat eine Fläche von 52,2 km² von der 46 Prozent land- und 46 Prozent forstwirtschaftlich genutzt werden. Wichtigstes Gewässer ist die Bystra (auch Klikawa; deutsch Schnelle), ein Nebenfluss der Metuje (Mettau).

## Geschichte
Die Landgemeinde wurde 1973 aus Gromadas wieder gebildet. Ihr Gebiet kam 1975 von der Woiwodschaft Breslau zur Woiwodschaft Wałbrzych, der Powiat wurde aufgelöst. Von 1976 bis 1991 bestand die Landgemeinde Gmina Kudowa-Zdrój mit Sitz in der Kurstadt. Mit der Verlegung des Sitzes nach Lewin Kłodzki erhielt diese 1991 wieder ihren heutigen Namen. Zum 1. Januar 1999 kam die Gemeinde zur Woiwodschaft Niederschlesien und zum wieder errichteten Powiat Kłodzki.

## Partnerschaften
Gemeindepartnerschaften bestehen mit Olešnice v Orlických horách (Gießhübel), Bystré v Orlických horách (Bistrey) sowie Val u Dobrušky (Wall) in Tschechien und Großbeeren in Brandenburg.

## Gliederung
Die Landgemeinde Lewin Kłodzki besteht aus 16 Dörfern und dem Weiler Zimne Wody:
- Dańczów (Tanz)
- Darnków (Dörnikau)
- Gołaczów (Hallatsch, 1937–1945 Hallgrund)
- Jarków (Järker)
- Jawornica (Jauernig)
- Jeleniów (Gellenau)
- Jerzykowice Małe (Kleingeorgsdorf)
- Jerzykowice Wielkie (Großgeorgsdorf)
- Kocioł (Kuttel)
- Krzyżanów (Krzyschney, 1929–1945 Kreuzdorf)
- Kulin Kłodzki (Keilendorf)
- Leśna (Löschney, 1937–1945 Thalheim)
- Lewin Kłodzki (Lewin, 1938–1945 Hummelstadt)
- Taszów (Tassau)
- Witów (Nerbotin, 1937–1945 Markrode)
- Zielone Ludowe (Hummelwitz und Reinerzkrone)
- Zimne Wody (Kaltwasser)

## Verkehr
Die Landesstraße DK8 (Europastraße 67) verläuft durch den Hauptort der Gemeinde. Bei Zielone Ludowe zweigt die Woiwodschaftsstraße DW 389 (Sudetenstraße bzw. „Autostrada Sudecka“) ab, die eine Höhe von 925 m n.p.m. erreicht.
Bahnanschluss besteht an den Stationen Lewin Kłodzki und Kulin Kłodzki an der Bahnstrecke Kłodzko–Kudowa Zdrój. Das Viadukt bei Lewin ist das bekannteste Wahrzeichen der Gemeinde.
Der nächste internationale Flughafen ist Breslau.